# Isotopólogo
Los isotopólogos son moléculas que difieren sólo en su composición isotópica. En otras palabras, el isotopólogo de una especie química tiene, al menos, un átomo con un número de neutrones diferentes al patrón.

Un ejemplo es el agua, que presenta isotopólogos por el hidrógeno y por el oxígeno. Por parte del hidrógeno encontramos:
- Agua blanda: HOH o H2O, compuesto de dos protios.
- Agua semipesada: HDO o 1H2HO, compuesta por un número igual de protios y deuterios.
- Agua pesada o agua deuterada: D2O o 2H2O, formado por dos deuterios.
- Agua semi súper pesada: HTO o 1H3HO, compuesta por un protio y un tritio.
- Agua súper pesada o agua tritiada: T2O o 3H2O, compuesta por dos tritios.

Estas últimas dos formas son radiactivas.
Por parte del oxígeno encontramos:
- H218O.
- H217O, esta forma es más difícil de separar.

También existen isotopólogos de ambos átomos, como por ejemplo el D218O o 2H218O.